# Thylacoleonidae
Thylacoleonidae — родина ссавців з когорти сумчастих (Marsupialia). Це були хижі ссавці, деякі з них сягали розмірів гірського лева, але Priscileo був розмірів кота. Їхні треті премоляри були сильновидовженими ріжучими лезами, міцні передні кінцівки мали кігті, які могли втягуватись в подушечки.

## Систематика
Родина Thylacoleonidae
- - Рід †Microleo
    - Вид †Microleo attenboroughi (ранній міоцен)

  - Рід †Lekaneleo
    - Вид †Lekaneleo roskellyae (ранній міоцен)

  - Рід †Priscileo
    - Вид †Priscileo pitikantensis (ранній міоцен)
- Підродина Wakaleoninae
  - Рід †Wakaleo
    - Вид †Wakaleo alcootaensis (пізній міоцен)
    - Вид †Wakaleo hilmeri (пізній олігоцен — ранній міоцен)
    - Вид †Wakaleo oldfieldi (ранній — середній міоцен)
    - Вид †Wakaleo pitikantensis (пізній олігоцен)
    - Вид †Wakaleo schouteni (пізній олігоцен — середній міоцен)
    - Вид †Wakaleo vanderleueri (середній — ранньо-пізній міоцен)
- Підродина Thylacoleoninae
  - Рід †Thylacoleo
    - Вид †Thylacoleo carnifex (плейстоцен)
    - Вид †Thylacoleo crassidentatus (пліоцен)
    - Вид †Thylacoleo hilli (пліоцен)